# Eethen
Eethen – wieś położona nad częścią Mozy nazywaną Bergse Moza w gminie Aalburg, w Brabancji Północnej. W 2010 roku wieś zamieszkana była przez 719 osób.

## Opis wsi
Eethen znajduje się na drodze prowincjonalnej prowadzącej z Hank do Wijk en Aalburg. Monumentalny Kościół gminny położony we wsi zajmuje ważne miejsce. Przy ulicy Kleibergsestraat znajduje się Urząd Miasta. Przy budynku znajduje się pomnik ofiar wojny, przy którym corocznie 4 maja obchodzony jest Dzień Pamięci.

## Zabytki
- Urząd Miasta przy ulicy Kleibergsestraat z 1938 roku
- Kościół Reformowany z XII wieku